# Iomandibola

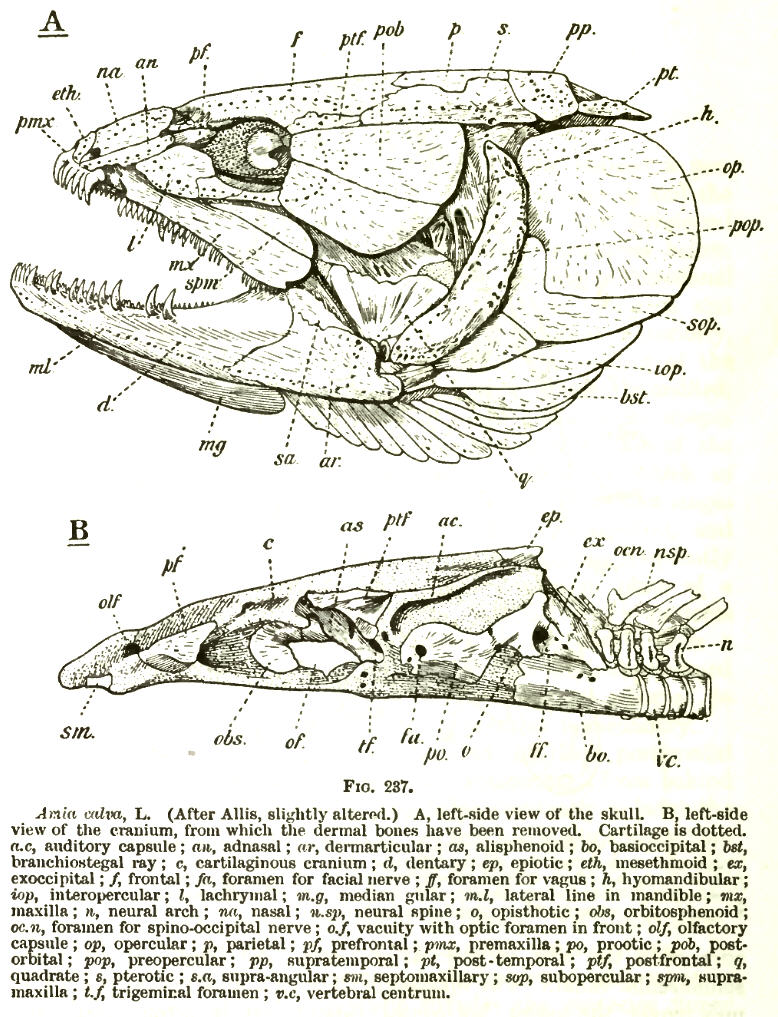
Scheletro del cranio di Amia calva. Iomandibola indicata con la lettera h, immagine superiore, angolo in alto a destra

La iomandibola, comunemente indicata come osso iomandibolare, dal greco hyoeides, "a forma di ipsilon" (υ), e dal latino mandibula, "osso della mascella"), è un insieme di ossa situate nella regione ioidea della maggior parte dei pesci. Generalmente svolge un ruolo nel sostenere le mascelle e/o l’operculum (solo nei teleostomi).
È comunemente accettato che negli anfibi, rettili, uccelli e mammiferi (tetrapodi), la iomandibola si sia evoluta per formare la columella (o staffa) dell’orecchio medio.

## Contesto evolutivo
Nei pesci senza mascelle, una serie di branchie si apriva dietro la bocca, sostenuta da elementi cartilaginei. Il primo set di questi elementi circondò la bocca, formando così la mascella. Vi sono numerose prove a sostegno dell’omologia tra le mascelle dei vertebrati e gli archi branchiali degli agnati. Ad esempio entrambe le strutture derivano dalle cellule della cresta neurale (a differenza della maggior parte delle altre ossa di origine mesodermica); entrambe formano barre superiori e inferiori che si flettono in avanti e sono articolate a metà; la muscolatura delle mascelle risulta omologa agli archi branchiali dei pesci privi di mascelle.
La porzione superiore del secondo arco branchiale embrionale dei pesci con mascelle si trasformò nell’osso iomandibolare, che sostiene il cranio e collega quindi la mascella al resto della testa.
Quando i vertebrati conquistarono la terraferma, la iomandibola, trovandosi vicino all’orecchio, iniziò a funzionare anche come amplificatore del suono, oltre a sostenere il cranio. Con l’evoluzione, il cranio dei vertebrati terrestri si saldò meglio al resto dello scheletro, facendo perdere alla iomandibola la sua funzione di supporto. L’osso divenne quindi una struttura interna, la staffa, e la sua funzione secondaria di trasmettere le vibrazioni sonore divenne quella principale.